# August Viereck
August Viereck (* 4. April 1825 in Parchim; † 6. März 1865 in Güstrow) war ein deutscher Porträtmaler.

## Leben
August Viereck studierte von 1840 bis 1848 an der Kunstakademie in Dresden als Schüler der Professoren Arnold, Eduard Bendemann und Ludwig Richter. 1856 bis 1861 hielt er sich in Rom im Kreis der Deutschrömer auf. Danach war er als Porträtmaler wieder in Mecklenburg tätig, besonders in Ludwigslust und Güstrow. Er ist bekannt für seine Porträts bürgerlicher Familien in Mecklenburg. Seine Werke hängen beispielsweise im Stadtmuseum Güstrow, so die Porträts des Rechtsanwalts Franz Gottlieb Johann Diederich und seiner Ehefrau, einer Tochter des Gutsbesitzers Heinrich von Müller aus Groß Lunow. Auch als Historienmaler wurde er bekannt, so hängt sein um 1860 entstandenes Gemälde Luther auf dem Weg nach Worms im Deutschen Historischen Museum in Berlin.